# MobyGames
 (mars 2013).
Si vous disposez d'ouvrages ou d'articles de référence ou si vous connaissez des sites web de qualité traitant du thème abordé ici, merci de compléter l'article en donnant les références utiles à sa vérifiabilité et en les liant à la section « Notes et références ».
MobyGames est un site web anglophone voué à cataloguer tous les jeux existants. Le site contient une base de données extensive pour sauvegarder l'information sur les jeux vidéo. L'objectif du site est présenté clairement : cataloguer méticuleusement toutes les informations rapportées sur les jeux vidéo (ordinateur, console et arcade) en traitant chaque jeu indépendamment, et faire ensuite valider l'information pour ne faire apparaître que celles qui sont attrayantes et vérifiées. Le 21 septembre 2020, le catalogue recense plus de 280 plates-formes de jeu différentes (console, ordinateur, portable) et plus de 247 800 jeux uniques.
MobyGames mise sur la qualité avant la quantité, et si certains jeux sont absents du site, la raison donnée est qu'aucun utilisateur n'a contribué, ou que les informations n'étaient pas valides et appropriées.

## Historique
MobyGames est fondé le 1er mars 1999 par Jim Leonard, Brian Hirt et David Berk (qui rejoint le projet 18 mois après les débuts, mais qui est considéré comme l'un des fondateurs), trois amis depuis le collège. Leonard a l'idée de partager des informations concernant les jeux vidéo à un large public ; de ce désir naît MobyGames.
MobyGames est créé seulement avec des entrées pour les jeux sous DOS et Windows, simplement car ils sont leurs seuls systèmes familiers. À partir du deuxième anniversaire, MobyGames commence à englober d'autres plates-formes, initialement les dernières consoles de l'époque comme la PlayStation, ensuite les systèmes classiques sont ajoutés. Un des évènements des plus significatifs est peut-être la création d'une pétition en ligne pour réclamer le support du ZX Spectrum. Cette plate-forme est ajoutée fin 2004, et un an plus tard 1 000 jeux sont documentés.
Les ajouts de 2005 comprennent les plates-formes MSX, Amstrad CPC, TRS-80, Palm OS, Windows Mobile, Java ME, Xbox 360 et Gizmondo. Selon David Berk, de nouvelles plates-formes sont ajoutées une fois qu'il y a assez d'information pour concevoir la structure nécessaire pour elles dans la base de données, mais aussi dès qu'il y a suffisamment de personnes voulant valider sur cette nouvelle plate-forme. En 2006, l'Atari 8-bit et le CD-i ont été ajoutés dans la base de données.
En  2022, MobyGames est racheté par Atari.